# Contributions from the Dudley Herbarium
Contributions from the Dudley Herbarium (abreviado Contr. Dudley Herb.) es una revista con descripciones botánicas que fue editada por Stanford University. Se compone de 6 volúmenes editados en los años 1927/1936-1961.